# Hluboká nad Vltavou (nádraží)
Hluboká nad Vltavou je železniční stanice v jihozápadní části města Hluboká nad Vltavou v okrese České Budějovice v Jihočeském kraji v těsné blízkosti Bezdrevského potoka. Leží na trati Plzeň – České Budějovice na katastrálním území Bavorovic. Stanice je elektrizovaná (25 kV, 50 Hz AC). Na severním břehu řeky Vltavy se dále nachází železniční stanice Hluboká nad Vltavou-Zámostí (trať Praha – České Budějovice).

## Historie
Stanice byla vybudována jakožto součást Dráhy císaře Františka Josefa (KFJB) spojující Vídeň, České Budějovice a Plzeň, roku 1872 prodloužené až do Chebu na hranici Německa, podle typizovaného stavebního návrhu. 1. září 1868 byl s místním nádražím uveden do provozu celý nový úsek trasy z Českých Budějovic do Plzně.[zdroj?]
Po zestátnění KFJB v roce 1884 pak obsluhovala stanici jedna společnost, Císařsko-královské státní dráhy (kkStB), po roce 1918 pak správu přebraly Československé státní dráhy.
Elektrický provoz přes stanici byl zahájen 29. listopadu 1968.[zdroj?]
31. října 2006 bylo ve stanici zprovozněno plně elektronické stavědlo ESA 11, tedy již bez reléových výstupů, které bylo označováno jako ESA 33. V té době šlo o nejmodernější staniční zabezpečovací zařízení na české železniční síti.

## Popis
Nachází se zde tři nekrytá jednostranná nástupiště, k příchodu na nástupiště slouží přechody přes koleje a k překonání kolejiště se používá ocelový nadchod. Severně od hlavní budovy stojí nákladiště.[zdroj?]

#### Zajímavost
V prostoru stanice se nachází památník zahájení stavby parní železnice. Slavnostní výkop provedl dne 17. listopadu 1866 Jan Adolf II. ze Schwarzenbergu.

## Fotogalerie

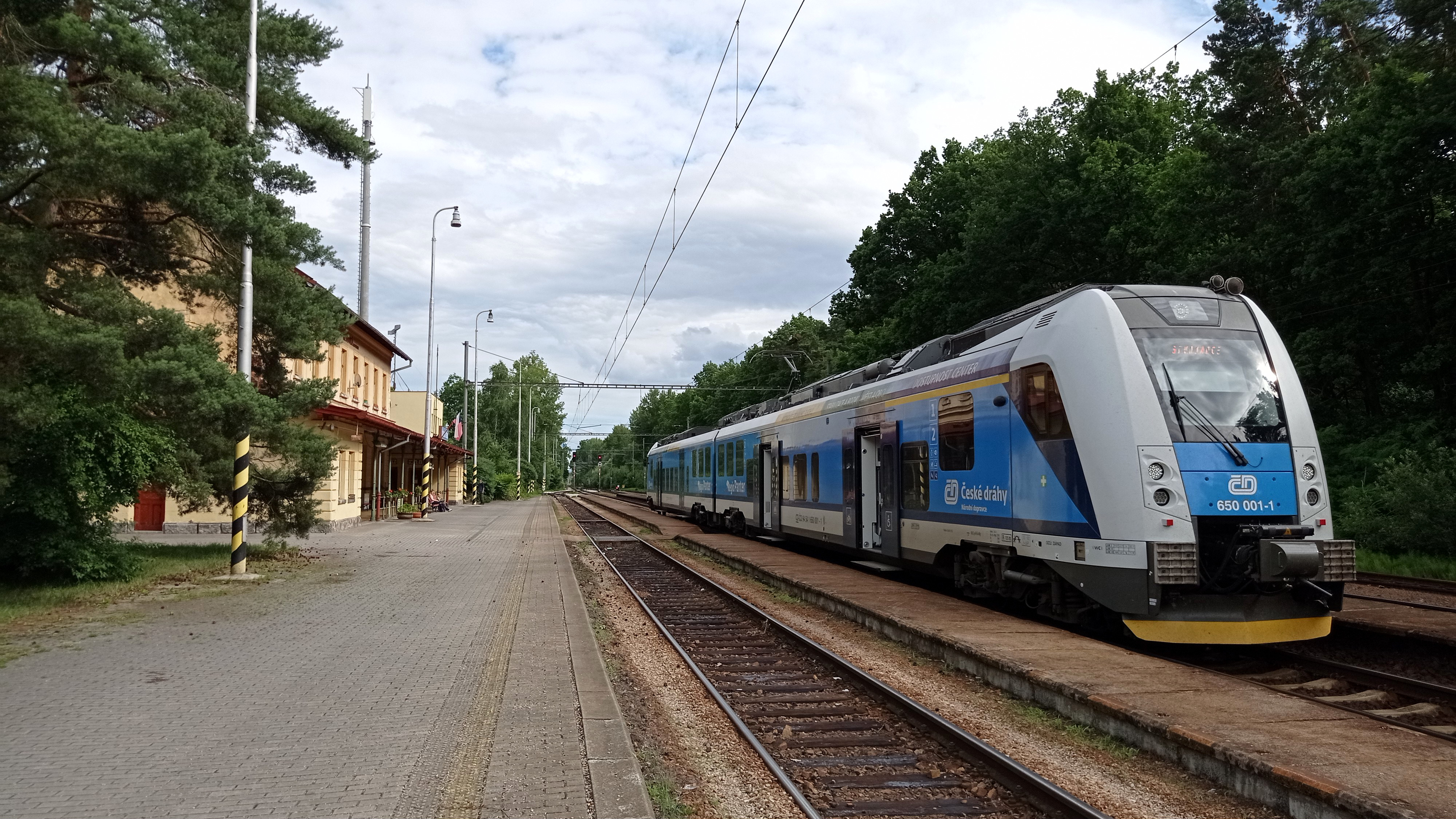
Vlak ve stanici
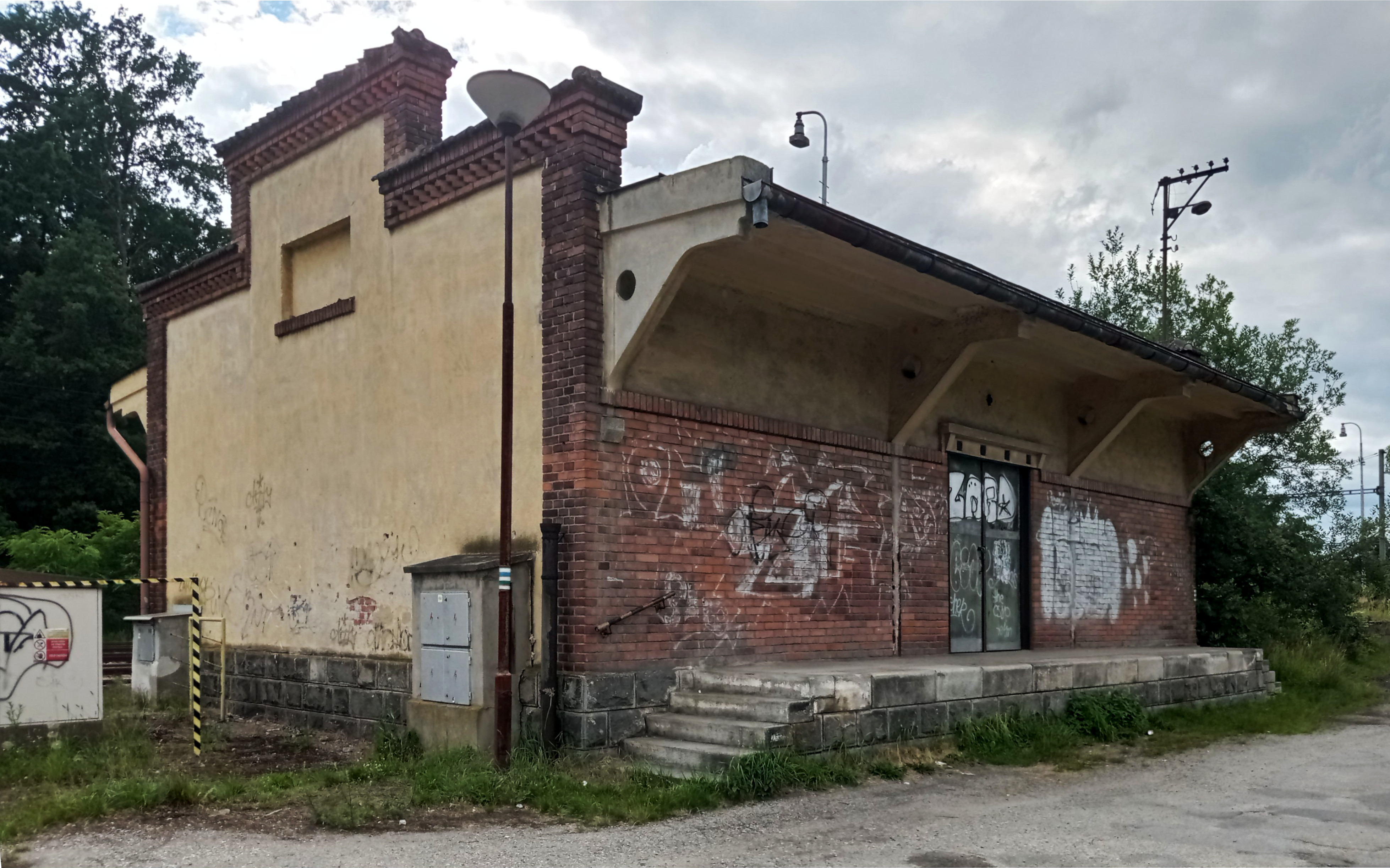
Nákladiště
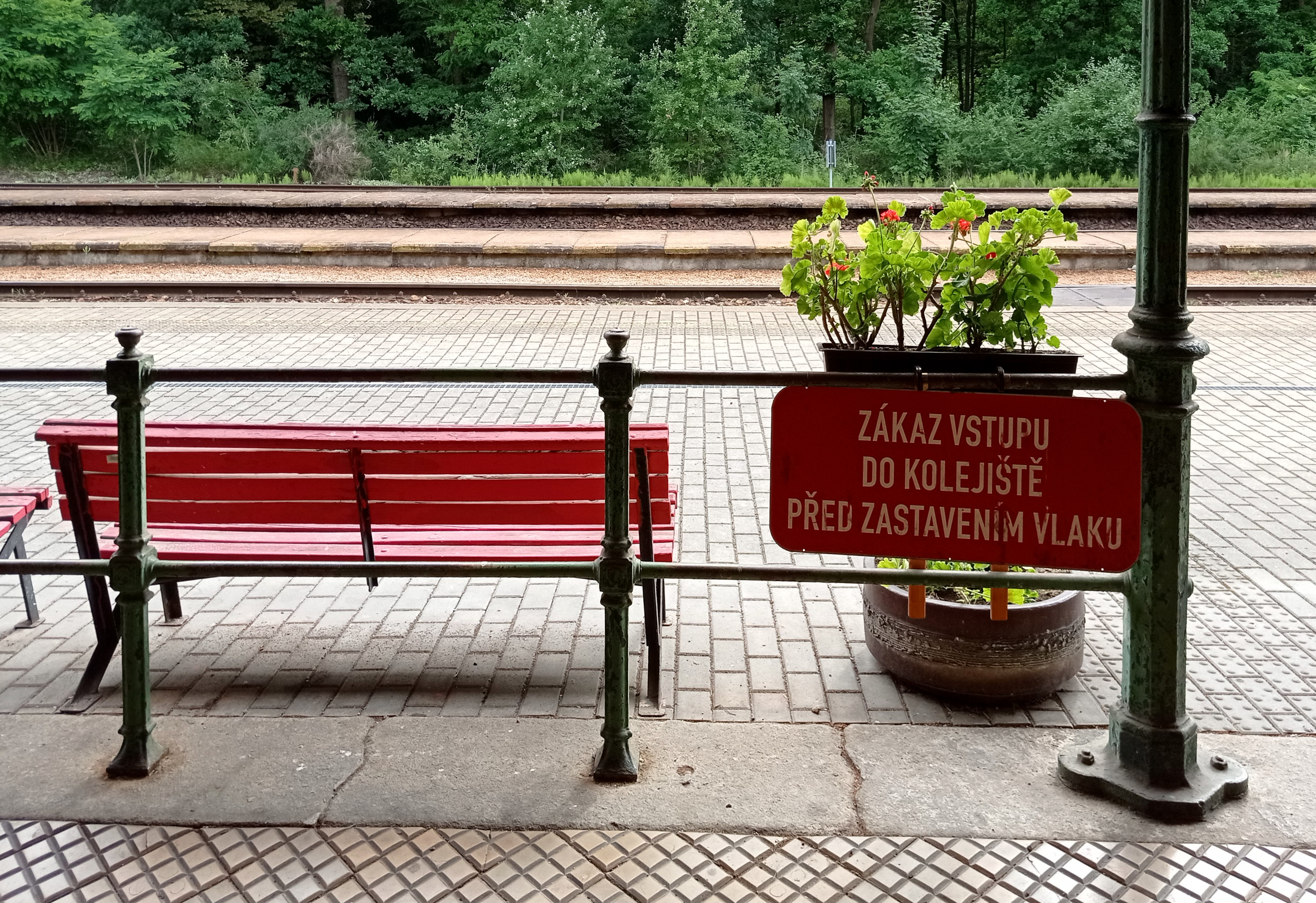
Lavičky a výhled na nástupiště
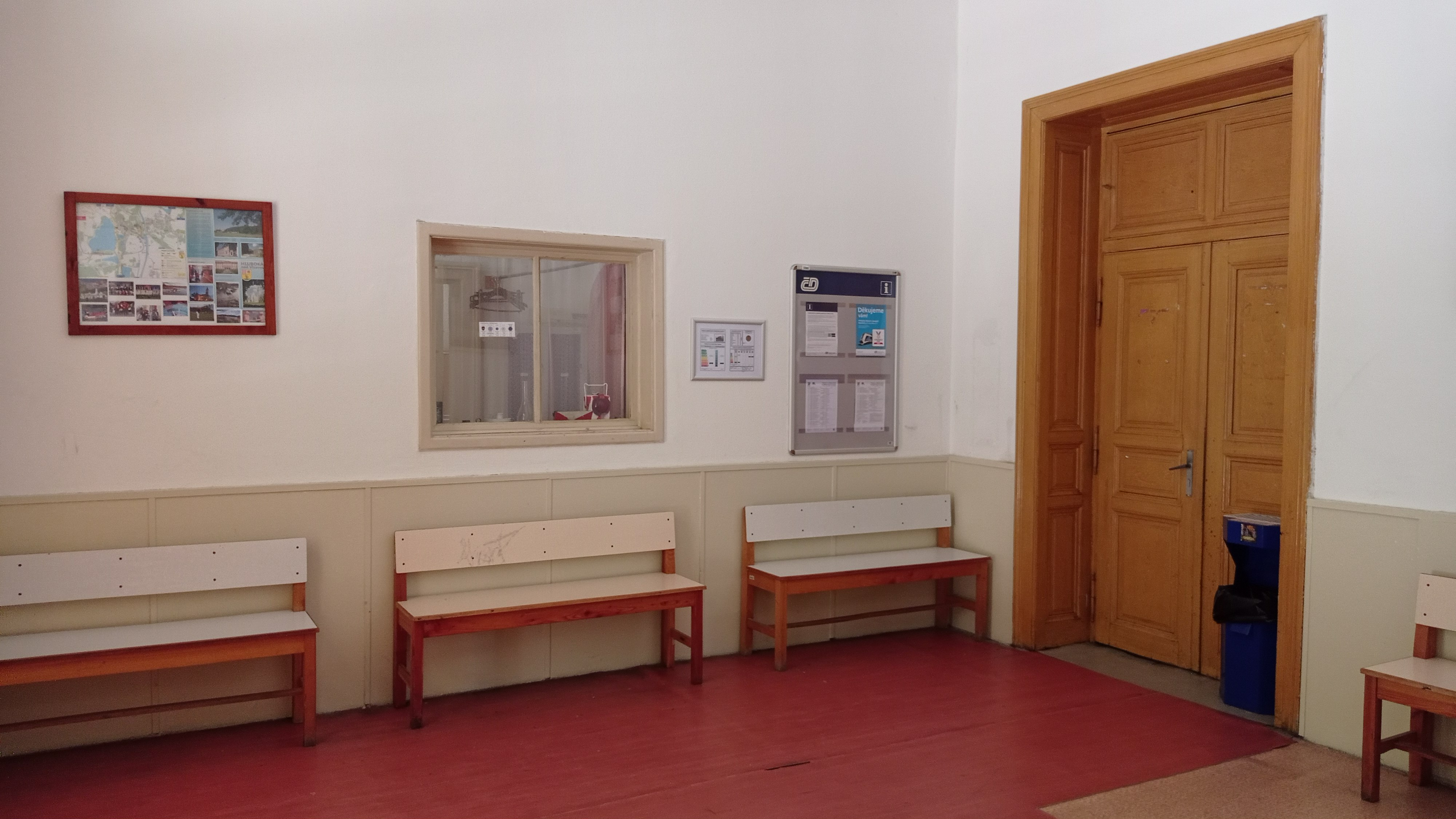
Pokladna s čekárnou
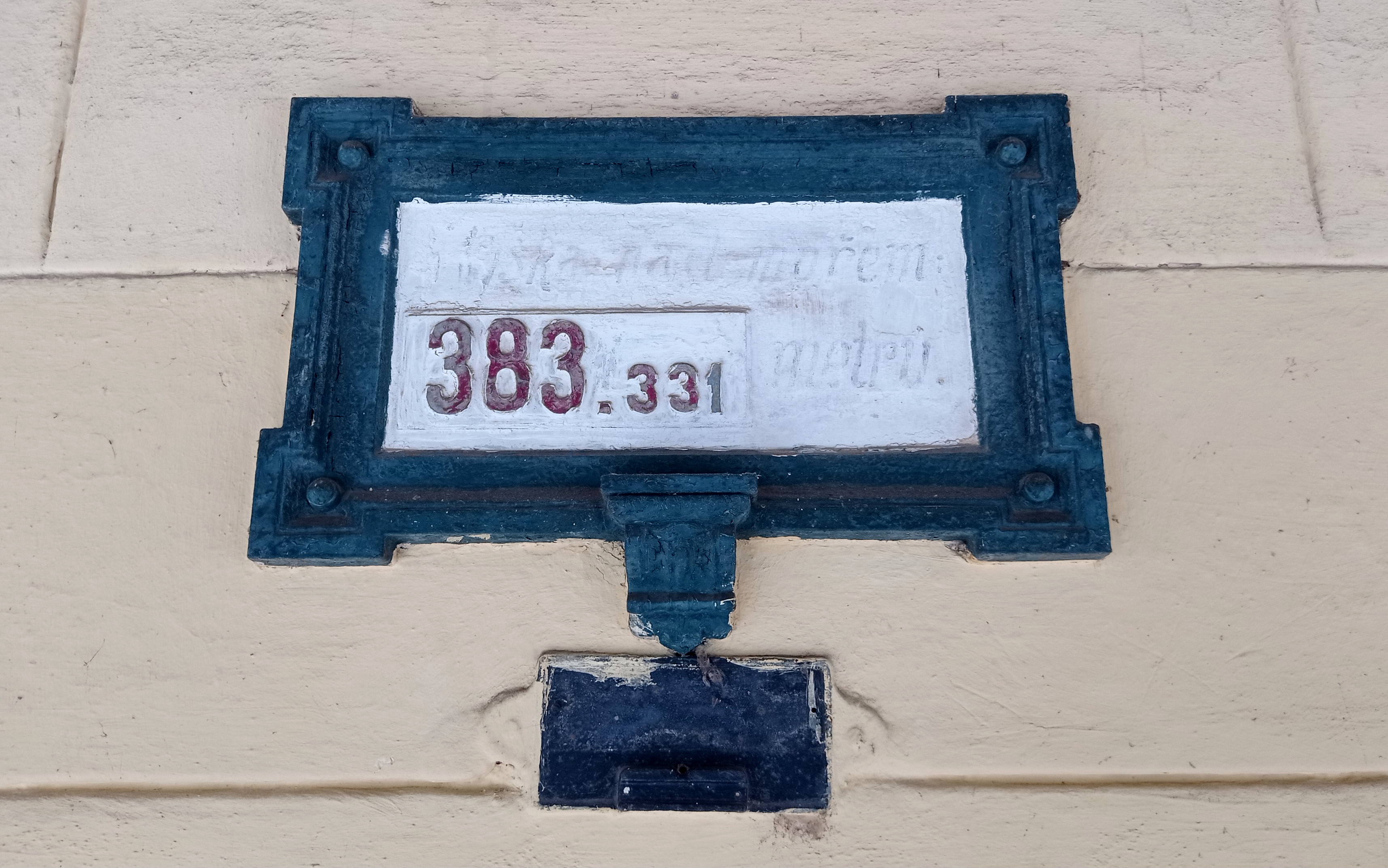
Cedule udávající nadmořskou výšku stanice
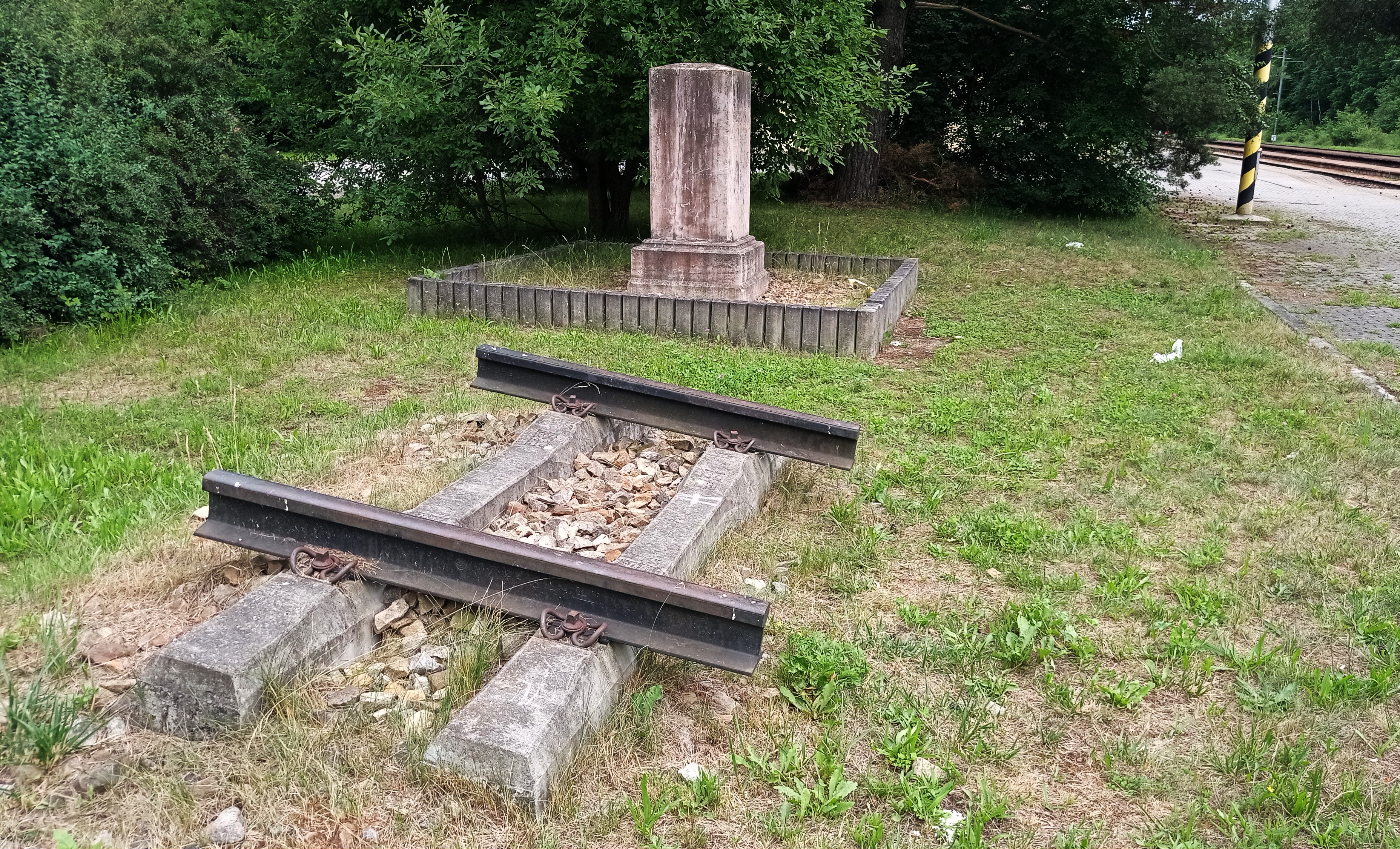
Památník zahájení stavby parní železnice